# Natiq Şirinov

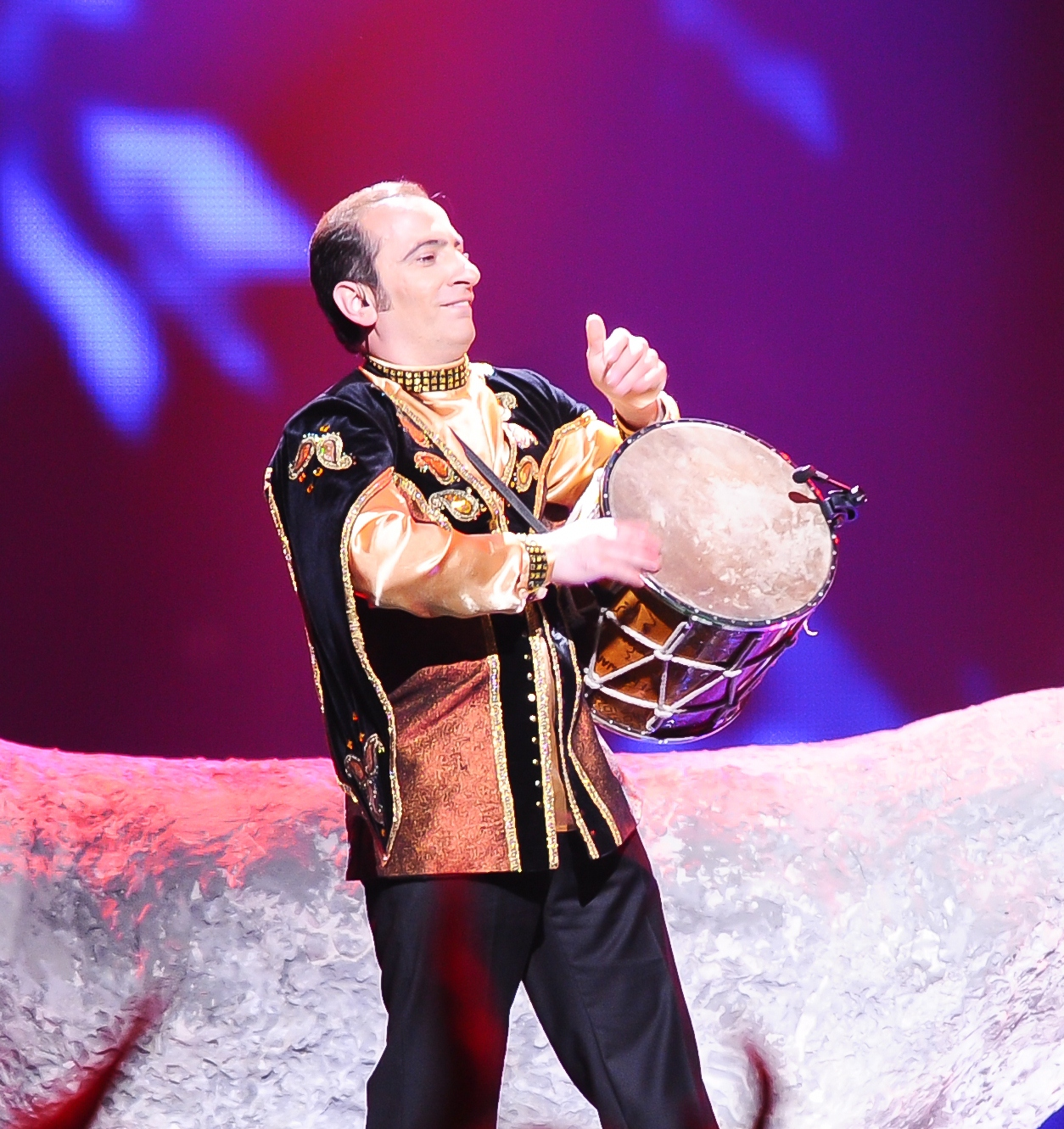
Natiq Şirinov, 2012

Natiq Şirinov (* 1975 in Baku) ist ein aserbaidschanischer Trommler. Sein Instrument ist die zweifellige Röhrentrommel nağara, die er mit den Händen spielt.
Schon in der Kindheit erhielt er Unterricht auf der Röhrentrommel nağara. Von 1999 bis 2007 war er Mitglied der Folkloreband von Alim Qasimov und hatte so weltweite Auftritte. Seit 2002 hat Natiq Şirinov eine eigene Trommler-Gruppe, die „Natiq Ritm Qrupu“ (englisch: Natig Rhythm Group). Mit dieser ist er auf Trommelfestivals auf der ganzen Welt aufgetreten. Der größte Auftritt der Gruppe war als Pausenfüller beim ersten Halbfinale des Eurovision Song Contest 2012 in Baku zusammen mit dem Azərbaycan Dövlət Rəqs Ansamblı, dem staatlichen Tanz-Ensemble Aserbaidschans.

## Diskografie (Alben)
- 2004: Mənim Dünyam I
- 2006: Mənim Dünyam II